# 丹貝克湖

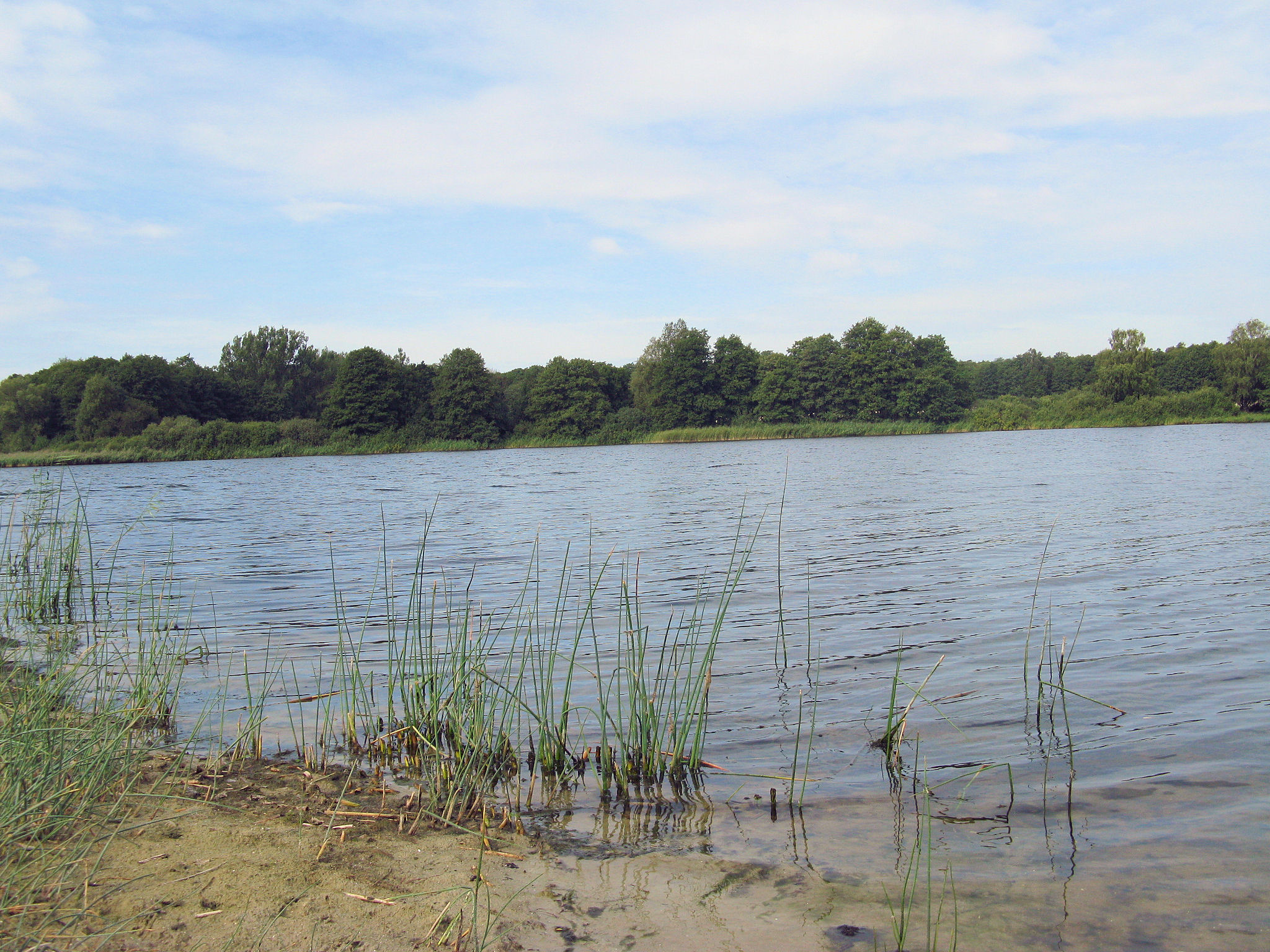

丹貝克湖（德語：Dambecker See），是德國的湖泊，位於該國東北部，由梅克倫堡-前波美拉尼亞州負責管轄，處於梅克倫堡湖區縣，長1.4公里、寬0.6公里，面積0.54平方公里，海拔高度72米。